# 伊纽马
伊纽马（葡萄牙語：Inhuma）是巴西皮奥伊州的一个市镇。总面积1042.815平方公里，总人口14953人，人口密度14.3人/平方公里。